# Port lotniczy Booue
Port lotniczy Booue (ICAO: FOGB, IATA: BGB) – międzynarodowy port lotniczy położony w Booue, w Gabonie.